# Ida Iolanda
Ida Iolanda é um distrito do município brasileiro de Nhandeara, no interior do estado de São Paulo.

## História

### Formação administrativa
- Distrito criado pela Lei n° 8.092 de 28/02/1964, com sede no povoado de Ida Iolanda e com território desmembrado do distrito da sede do município de Nhandeara[3][4][5].

### Pedidos de emancipação
O distrito tentou a emancipação político-administrativa e ser elevado à município, através de processos que deram entrada na Assembléia Legislativa do Estado de São Paulo nos anos de 1990 e 1994, mas como nenhum deles atendia os requisitos necessários exigidos por lei para tal finalidade, os processos foram arquivados.

## Geografia

### Demografia

#### População urbana
| Crescimento população urbana | Crescimento população urbana | Crescimento população urbana | Crescimento população urbana |
| Censo                        | Pop.                         |                              | %±                           |
| ---------------------------- | ---------------------------- | ---------------------------- | ---------------------------- |
| 1970                         | 389                          |                              | —                            |
| 1980                         | 394                          |                              | 1,3%                         |
| 1991                         | 741                          |                              | 88,1%                        |
| 2000                         | 709                          |                              | −4,3%                        |
| 2010                         | 961                          |                              | 35,5%                        |
| 2022                         | 776                          |                              | −19,3%                       |
| Fonte: IBGE e Fundação SEADE |                              |                              |                              |

#### População total
Pelo Censo 2010 (IBGE) a população total do distrito era de 1 138 habitantes.

### Área territorial
A área territorial do distrito é de 42,727 km².

### Rodovias
O principal acesso ao distrito é a Rodovia Feliciano Salles da Cunha (SP-310).

## Serviços públicos

### Registro civil
Atualmente é feito no próprio distrito, pois o Cartório de Registro Civil das Pessoas Naturais ainda continua ativo. Os primeiros registros dos eventos vitais realizados neste cartório são:
- Nascimento: 13/05/1964
- Casamento: 18/07/1964
- Óbito: 13/12/1964

### Saneamento
O serviço de abastecimento de água é feito pela Companhia de Saneamento Básico do Estado de São Paulo (SABESP).

### Energia
A responsável pelo abastecimento de energia elétrica é a Neoenergia Elektro, antiga CESP.

### Telecomunicações
O distrito era atendido pela Telecomunicações de São Paulo (TELESP), que inaugurou a central telefônica utilizada até os dias atuais. Em 1998 esta empresa foi vendida para a Telefônica, que em 2012 adotou a marca Vivo para suas operações.

## Religião
O Cristianismo se faz presente no distrito da seguinte forma:

### Igreja Católica
- A igreja faz parte da Diocese de Votuporanga[21].

### Igrejas Evangélicas
- Congregação Cristã no Brasil[22].